# Joy Division
Pour les articles homonymes, voir Joy Division (homonymie).
Joy Division est un groupe de rock britannique, originaire de Manchester, en Angleterre, formé en 1976 par Ian Curtis, Peter Hook, Stephen Morris et Bernard Sumner.
Inscrit dans la mouvance post-punk et considéré comme l'un des initiateurs de la cold wave (vague froide en français), Joy Division est aussi l'un des groupes précurseurs et « parrains du rock gothique ». La figure emblématique de cette formation est son chanteur Ian Curtis, à la « voix mortifère » « de conteur sépulcral ».
Le groupe, défricheur de nouveaux territoires, se dissout en mai 1980 après le suicide de Curtis à l'âge de 23 ans. Bayon écrit alors dans Libération : « notre James Dean gothique s'est jeté à corps perdu dans la vie, c'est-à-dire le vide. » Pour le critique Jon Savage, Ian Curtis a su décrire la ville de Manchester en « capturant son espace et sa claustrophobie dans un style gothique moderne ».
Seuls deux albums ont été produits ; deux compilations posthumes ont réuni les autres titres restants. Les trois membres restants du groupe ont formé New Order quelques mois plus tard avec Gillian Gilbert.

## Biographie

### Origine du nom et polémiques
Le nom Joy Division est la traduction littérale de l'expression allemande « Freudenabteilung ». Le terme de « divisions de la joie » désignait une partie des camps de concentration organisant l'exploitation sexuelle de détenues par l'armée allemande. Ian Curtis choisit ce titre après la lecture du roman The House of Dolls de Yehiel De-Nur. L’ambiguïté de ce nom vaudra au groupe une suspicion de sympathie pour le nazisme.
Plusieurs autres éléments alimentèrent cette idée : la pochette de An Ideal for Living, le premier EP de Joy Division sorti en juin 1978, reproduit une affiche des Jeunesses hitlériennes, montrant un jeune aryen frappant sur un tambour avec les lettres de Joy Division imprimées en caractères gothiques. La pochette intérieure montre une photo du ghetto de Varsovie et l'introduction de la chanson Warsaw énumère le numéro matricule de Rudolf Hess (31G-350125), ami personnel d'Adolf Hitler et chef de la chancellerie du parti sous le troisième Reich.
Cette suspicion du groupe flirtant avec des idées nazies sera entretenue par le nom du nouveau groupe, tout aussi ambigu, que les musiciens choisiront après la mort de Curtis, « New Order ». Le terme New Order (Ordre nouveau) désigne depuis les années 1930 des officines et des groupuscules d'extrême droite et fascistes. Néanmoins, le groupe a toujours affirmé ne pas être nazi.

### Formation etWarsaw(1976–1978)
Le guitariste Bernard Sumner (aussi connu sous le pseudonyme de Bernard Albrecht), le bassiste Peter Hook et un ami batteur Terry Mason, se rencontrent lors d'un concert des Sex Pistols, le 4 juin 1976. Tout de suite après, ils décident de fonder un groupe et se mettent en quête d'un chanteur. Ils déposent une annonce au magasin de disques Virgin de Manchester. Ian Curtis se montre intéressé par l'offre et les contacte. La rencontre a lieu le 20 juillet lors du deuxième concert des Sex Pistols à Manchester au Lesser Free Trade Hall. Ce concert est resté célèbre par le nombre de vocations qu'il a suscitées, entraînant la formation des groupes mancuniens Buzzcocks, Magazine, The Durutti Column et The Fall.
Le batteur Tony Tabac rejoint le groupe début 1977, en remplacement de Terry qui devient leur manager. Les répétitions commencent et s'enchaînent de façon régulière mais la formation n'a toujours pas de nom défini. L'affiche de leur premier concert les présente sous le nom Stiff Kittens (les chatons raides), qui leur avait été suggéré par Pete Shelley des Buzzcocks. Juste avant leur premier concert à l'Electric Circus le 29 mai, le groupe décide en définitive d'opter pour un autre nom, Warsaw, en hommage à la chanson Warszawa de David Bowie présente sur l'album Low. Cinq semaines plus tard le 30 juin, Tony Tabac est remplacé par le batteur Steve Brotherdale issu du groupe Panik. Aux Pennine Sound Studios d'Oldham, la formation enregistre le 18 juillet The Warsaw Demo, cinq chansons d'obédience punk. Steve Brotherdale rejoint en août son groupe d'origine et est remplacé à la batterie par Stephen Morris, ce dernier est comme Ian Curtis originaire de Macclesfield. Stephen Morris apporte une nouvelle identité sonore au groupe qui s'appelle désormais Joy Division. Ils enregistrent en décembre quatre chansons pour l'EP, An Ideal for Living.
Le groupe donne son premier concert en tant que Joy Division le 25 janvier 1978 au Pip's Disco de Manchester. En 1978, ils commencent à jouer régulièrement dans le nord de l'Angleterre et étoffent leur répertoire. Lors d'un concert charnière organisé par plusieurs labels le 14 avril au Rafters club, Joy Division retient l'attention de Tony Wilson et Rob Gretton. Avant de monter sur scène, Curtis avait eu une altercation avec Tony Wilson, le producteur de l'émission télé So it Goes. Curtis avait reproché à Wilson d'avoir négligé son groupe au profit d'autres formations. Convaincu par la prestation de Joy Division, le promoteur Rob Gretton vient les féliciter en coulisses, et se propose de devenir leur manager, évinçant sur le champ Tony. Contacté par le label RCA, le groupe se rend aux studios Arrow les 3 et 4 mai et enregistre plusieurs titres en vue de sortir un album. Le projet échoue et le disque ne sortira plus tard qu'en pirate. En septembre, le groupe participe au spectacle télévisé de Tony Wilson sur la chaine locale Granada Television et interprète le titre Shadowplay. En octobre, le label Factory Records voit le jour, reposant sur un partenariat entre Tony Wilson, Alan Erasmus (acteur de théâtre) et Rob Gretton. Joy Division est le premier groupe à être signé par le label. Le 11 octobre, il rencontre le producteur Martin Hannett et enregistre deux titres au studio Cargo. Martin Hannett est alors un jeune producteur aux méthodes non conventionnelles. Il se distingue par sa méticulosité et son perfectionnisme, et par une recherche sonore nouvelle, en particulier en ce qui concerne les sons de batterie et les bruitages.
En décembre, les deux titres produits par Hannett, Digital et Glass paraissent sur la compilation A Factory Sample. Dans sa chronique, le NME salue Joy Division « comme le chaînon manquant entre Elvis Presley et Siouxsie and the Banshees ». Le groupe joue ensuite le 27 pour la première fois à Londres. Faute de promotion et par manque de notoriété, ils ne se produisent que devant une trentaine de personnes. Durant le trajet du retour en voiture, Ian Curtis connaît sa première crise d'épilepsie. Après plusieurs examens, son médecin l'informe qu'il va désormais devoir prendre un traitement.

### Unknown PleasuresetCloser(1979–1980)
Au début de l'année 1979, grâce à l'insistance du journaliste Paul Morley, Joy Division apparaît pour la première fois en couverture du NME. Le même mois, le groupe enregistre sa première session radio pour John Peel, un DJ influent de la radio BBC. Le 4 mars, Joy Division joue en première partie de The Cure à Londres, tout comme le 16 juin à Canterbury. Le groupe enregistre avec Martin Hannett son premier album en avril. Lors de sa sortie en juin, Unknown Pleasures reçoit de bonnes critiques. Hannett incorpore des effets digitaux comme le delay qui décale un son dans le temps, l'écho et la réverbération principalement sur la batterie. Le NME compare Joy Division aux groupes allemands Can et Neu! ainsi qu'aux Doors. Sounds note le son glacial du disque et conclut « c'est un ensemble de chansons savamment étudiées et construites ». Le 20 juillet, le groupe apparaît une deuxième fois sur la chaîne Granada TV avec, cette fois-ci, une prestation live de She's Lost Control. En septembre, il est invité à la télévision nationale pour le spectacle Something Else. Le groupe enregistre sa deuxième Peel session fin novembre. Il part ensuite jouer sur le continent. Sa première tournée européenne passe par la France avec un unique concert parisien aux Bains Douches, le 18 décembre. Ce concert est enregistré et diffusé par la radio France inter.
La tournée se poursuit courant janvier à Amsterdam, Nimègue, Eindhoven, Groningue, Rotterdam, La Haye, Berlin, Cologne, Anvers et Bruxelles. Ian Curtis devient père d'une petite fille durant cette période, mais la relation avec sa femme Deborah se détériore. Sa rencontre avec Annik Honoré, une journaliste belge, sème la confusion dans sa tête. Exténué par l'enchaînement des concerts et souffrant des conséquences de son traitement contre l'épilepsie, le chanteur a de plus en plus de difficultés à supporter ses engagements auprès du groupe. En mars 1980, Joy Division fait une pause et enregistre du 18 au 30, aux studios Britannia Row de Londres, son deuxième album Closer. Les concerts reprennent immédiatement après. Une reprise du titre Sister Ray de Velvet Underground est enregistrée en public le 3 avril. Le lendemain, alors que le groupe assure la première partie des Stranglers au Rainbow Theatre, Ian Curtis est à nouveau victime d'une crise d'épilepsie. Le public prend cela pour un « effet scénique » mais il n'en est rien. Les médecins préconisent le repos mais le succès occasionne au contraire une charge de travail supplémentaire. Le 7 avril, Ian Curtis fait une tentative de suicide aux barbituriques. Le lendemain, au concert du Derby Hall de Bury, le remplacement de Ian Curtis par Alan Hempsall, chanteur du groupe Crispy Ambulance et Simon Topping de A Certain Ratio déclenche une émeute qui s'achève en bagarre générale. Les prestations suivantes deviennent si laborieuses que les concerts programmés fin avril sont annulés.
Deborah Curtis, l'épouse du chanteur, annonce son intention d'engager une procédure de divorce. Miné, de nouveau tenté par le suicide, Ian Curtis se sent de plus en plus désemparé. Joy Division donne un dernier concert le vendredi 2 mai à l'université de Birmingham. Les musiciens ont alors quelques jours de repos avant de partir aux États-Unis pour leur première tournée américaine. La veille du départ, le 18 mai à cinq heures du matin, en plein désarroi et seul chez lui, Ian Curtis se donne la mort par pendaison dans la cuisine de son domicile à Macclesfield. Sa femme, à qui il avait demandé la veille de quitter les lieux après une énième dispute, le découvre en rentrant vers midi. Après le choc, le label Factory annonce que le planning des sorties de disques est maintenu. Le 45 tours Love Will Tear Us Apart et l'album Closer sont respectivement publiés en juin et juillet. Le magazine anglais Sounds écrit dans sa chronique de Closer que le disque contient « des nuances sombres de rock gothique ».

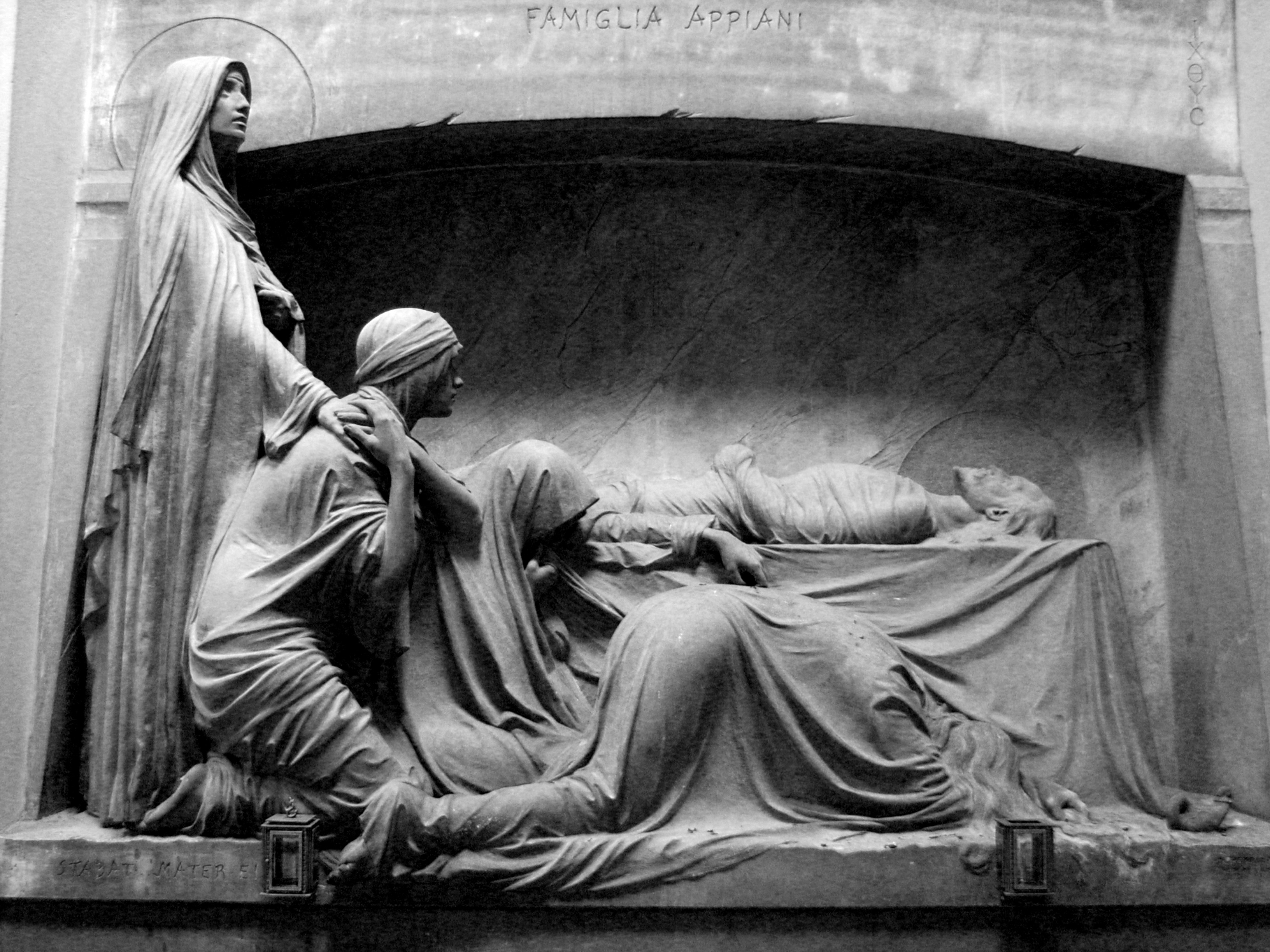
Tombe du cimetière monumental Staglieno de Gênes dont une photographie prise par Bernard Pierre Wolff fut utilisée pour la pochette de l'album Closer.

Une répétition a lieu aux studios Graveyard avec Kevin Hewick comme chanteur de remplacement, mais juste après, la dissolution de Joy Division est décidée. Sur une idée de Rob Gretton, les trois musiciens restant, Peter Hook, Barney Sumner et Stephen Morris, décident de poursuivre leur activité en créant un nouveau groupe, New Order. Leur premier single regroupera les deux derniers titres écrits et composés avec Ian Curtis, Ceremony et In a Lonely Place.

### Après séparation (depuis 1981)
En octobre 1981, Factory publie la compilation Still. Ce double 33 tours/LP regroupe plusieurs faces B, des titres inédits et des titres live enregistrés aux derniers concerts de Birmingham et de Londres. Sept ans plus tard, alors que New Order écoule près de un million d'albums de la compilation de singles Substance aux USA, Factory décide de réunir les singles inédits de Joy Division pour une compilation également intitulée Substance, sortie en juillet 1988.
En 1995, Deborah Curtis publie le livre Touching from a Distance où elle raconte la vie de Ian Curtis et la carrière de Joy Division. Son récit est adapté au cinéma en 2007 par Anton Corbijn sous le titre Control.

## Style musical

### Influences
Les musiciens de Joy Division ont cité comme références plusieurs formations de krautrock parmi lesquelles Kraftwerk, Can et Neu!. Ian Curtis et ses musiciens avaient pris pour habitude de faire patienter leur public avant chaque concert en faisant passer l'intégralité de l'album Trans-Europe Express de Kraftwerk. Pour Stephen Morris, « le mariage hommes-machines lorsqu'il fonctionne [comme chez Kraftwerk], est quelque chose de fantastique ». La période berlinoise de David Bowie avec l'album Low a aussi eu un impact sur le groupe, à l'instar d'Iggy Pop et des Stooges. Parallèlement à cela, le rock américain sombre de la fin des années 1960, avec le Velvet Underground et The Doors, a aussi inspiré les Mancuniens. La voix de baryton de Curtis a souvent été comparée au timbre de Jim Morrison. Peter Hook a déclaré que Siouxsie and the Banshees ont aussi été « une de nos grosses influences [...] pour la façon inhabituelle de jouer de la guitare et de la batterie ».
Malgré sa courte carrière, le groupe a influencé à son tour une partie de ses contemporains dont The Cure et U2, puis des groupes des années 2000 comme Interpol et Bloc Party.

### Son
Joy Division a développé progressivement son style musical. Au début, lorsque le groupe s’appelait encore Warsaw, ils jouaient un « punk influencé par le hard-rock qui était indistingable des autres groupes ». Selon le critique Simon Reynolds, leur originalité est seulement devenue « apparente quand leurs chansons sont devenues plus lentes. La basse de Peter Hook portait la mélodie, la guitare de Bernard Sumner laissait des lacunes plutôt que de remplir le son du groupe avec des riffs denses et la batterie de Stephen Morris semblait encercler le bord d'un cratère ». D'après le critique musical Jon Savage « Joy Division n'était pas un groupe punk mais ils étaient directement inspirés par son énergie ». Bernard Sumner dit que les caractéristiques sonores du groupe « sont venues naturellement : je suis plus dans le rythme et les cordes, et Hooky (Peter Hook) était dans la mélodie. Il avait l'habitude de jouer la basse principale fortement parce que j'aimais que ma guitare ait un son distordu, et l'amplificateur que j'avais voulait marcher seulement quand le volume était maximal. Quand Hooky jouait bas, il ne pouvait pas s'entendre lui-même. Le style de Steve est différent des autres batteurs. Pour moi, un batteur dans un groupe est l'horloge, mais Steve n'était pas l'horloge, car il est passif : il suivait le rythme du groupe, ce qui nous donnait notre propre limite ».

### Paroles
Ian Curtis est l'unique parolier de Joy Division. Il écrivait les textes seul en amont puis choisissait les paroles les plus adaptées à la musique. Des thèmes récurrents apparaissent comme « la froideur, le désespoir, la dépression, la perte de contrôle, l'échec, la pression, l'isolement social, la mort, les ténèbres, la dépersonnalisation ou encore la crise identitaire ». En 1979, le journaliste du NME Paul Rambali écrit : « Les thèmes de la musique de Joy Division sont douloureux et parfois profondément tristes ». Selon Jon Savage, « Le plus grand succès des paroles de Curtis est de capturer la réalité sous-jacente d'une société en plein bouleversement, et de rendre cela à la fois universel et personnel ». Le musicologue Robert Palmer montre les influences littéraires de William S. Burroughs et J. G. Ballard. Curtis lisait T. S. Eliot, Fyodor Dostoevsky, Friedrich Nietzsche, Jean-Paul Sartre, Franz Kafka, ou encore Herman Hesse.
Le suicide de Curtis apporta rétrospectivement un autre angle de lecture à ses textes. Deborah Curtis se souvient que c'est seulement à la sortie de l'album Closer que les proches du chanteur se sont aperçus que  « ses intentions et ses sentiments étaient tous là, dans ses paroles ».

### Prestations scéniques
Contrastant avec le son de leurs enregistrements studio, Joy Division jouait de manière agressive pendant leurs concerts. Le groupe n'était pas satisfait au départ du mixage de Martin Hannett pour Unknown Pleasures, celui-ci ayant diminué l'aspect frontal et saturé de leur son original. Sur scène, le groupe interagissait peu avec le public. Ian Curtis bougeait frénétiquement les bras comme s'il était en transe ou frappé par une crise d'épilepsie.

## Membres
- Ian Curtis - chant, guitare (1976–1980)
- Bernard Sumner - guitare, synthétiseur (1976–1980)
- Peter Hook - basse, chant (1976–1980)
- Stephen Morris - batterie (1977–1980)
- Terry Mason - batterie (1976–1977)
- Tony Tabac – batterie (1977)
- Steve Brotherdale – batterie (1977)

## Discographie

### Albums studio
- 1979 : Unknown Pleasures
- 1980 : Closer

### EP
- 1978 : An Ideal for Living: Warsaw/No Love Lost//Leaders of Men/Failures (of the Modern Man), juin 1978 45t/7"EP Enigma Records PSS 139, 1 000 copies ; oct. 1978 Maxi-45t/12" Anonymous Records, ANON 1, 1 200 copies
- 1979 : Transmission/Novelty, oct. 1979 45t/7" Factory Records FAC 13; déc. 1980 Maxi-45t/12", Factory FAC 13.12
- 1980 : Licht und Blindheit : Atmosphere/Dead Souls, mars 1980 33t/7" Sordide Sentimental SS 33022, 1 578 copies (France)
- 1980 : Komakino: Komakino/Incubation/As You Said, avril 1980 45t/7" en flexi-disk (disque souple), Factory FAC 28, 10 000 copies anglaises et 15 000 pour les États-Unis
- 1980 : Love Will Tear Us Apart: Love Will Tear Us Apart (mars 1980)/These Days/Love Will Tear Us Apart (janvier 1980), avril 1980, 45t-33t (pour la face B)/7", Factory FAC 23; juin 1980 (USA, juin 1981), Maxi-45t/12", Factory FAC 23.12, UK #13
- 1980 : She's Lost Control/Atmosphere, août 1980, Maxi-45t/12" (She's Lost Control en face A) et sept. 1980, Maxi-45t/12" (Atmosphere en face A), Factory US FACUS 2, 33t/LP 600207 (France)
- 1986 : The First Peel Sessions diffusées le 14 février 1979: Exercise One/Insight//She's Lost Control/Transmission, nov. 1986, Maxi-45t/12"EP, Strange Fruit SFPS 013, juillet 1988 CD, SFPSCD 013
- 1987 : The Second Peel Sessions diffusées le 10 décembre 1979: Love Will Tear Us Apart/24 Hours//Colony/Sound Of Music, sept. 1987, Maxi-45t/12"EP, Strange Fruit SFPS 033, juillet 1988 CD, SFPSCD 033
- 1988 : Atmosphere/The Only Mistake, juin 1988, 45t/7", Factory FAC 213-7
- 1988 : Atmosphere/The Only Mistake/Sound Of Music (ou Transmission pour la version Canada-Australie), juin 1988, 45t/12", Factory FAC 213
- 1988 : Atmosphere/Transmission (live)/Love Will Tear Us Apart, juin 1988, CD, Factory FACD 213
- 1997 : Video 5 8 6 de New Order/As You Said, juillet 1997, 33t/12"EP, Touch TONE 7.1
- 2007 : Love Will tear us apart (réédition) : Love Will tear us apart (Original)/Love Will tear us apart (Radio)/Atmosphere, FACD 24, 24 septembre 2007 (UK)

### Compilations
- Still, 2 LP (titres rares et certains enregistrements publics), Factory FACT 40, octobre 1981 et FACD 40 ou Quest 9 26495-2, 1990 (UK) - 2 LP, Virgin 60025/301002 et CD Virgin/PDO 30339, 1990 (France)
- Substance sous-titré Joy Division 1977–1980, LP (compilation de 10 titres divers) Factory FACT et CD (compilation plus 7 titres en Appendice) FACD 250, juillet 1988 (UK) - LP Virgin 70614 et CD PDO 30614, août 1988 (France)
- The Peel Sessions, LP et CD (8 titres enregistrés au studio de la BBC en janv. et nov. 1979 - 30 minutes), Strange Fruit SFRLP/SFRCD 211, septembre 1990 (UK) - Strange Fruit WMD642201/326, 1991 (France)
- Love Will Tear us apart, CD (6 titres dont 2 remixes de Love Will Tear us apart, par Don Gehman et par Arthur Baker), London/Polygram 850/129-2, mai 1995 (UK)
- Warsaw (regroupe les titres du premier album inédit plus ceux du Warsaw Demo enregistré en juillet 1977), en LP (33 tours) et 7"(45 tours), diff. versions, RZM Production Ltd RZM200/RZM 100, 1981 (Allemagne), CD promo (hors vente), 1990 (USA), CD Intermusic: Movieplay Gold MPG 74034, 1995 (UK, disponible en 1997 en magasins de disques)
- The Complete BBC Recordings, LP et CD (les 8 titres plus les deux lives She's Lost Control et Transmission pour l'émission Something Else de septembre 1979, plus l'interview de Ian Curtis et de Steven Morris par R. Skinner), CD SFRSCD 094, juillet 2000 et LP SFRSLP 094, 2001 (UK), également CD Fuel 2000/61284, 2000 et 2 CD 61213 (avec le CD du concert de New Order à la BBC Before and After), juillet 2002 (USA)
- Permanent, 2 LP et CD (compilation de 15 titres, plus le remix de Love will tear us apart par Don Gehman), London Records 90 Ltd, 2 LP Int 828624-2/PY281 et CD PY900, juin 1995 (UK), CD Qwest 945979-2 (USA)
- Heart and Soul, 4 CD (coffret de 81 titres dont 14 versions doubles, 300 minutes), London 828 968-2, 1997 et London 3984 29040-2, 1999 (UK) :
  - le 1er CD reprend tous les enregistrements studio de l'album 33t Unknown Pleasures avec du matériel, dans l'ordre, de la compilation double Maxi-45t/EP A Factory Sample, des 45t géants/EP/12" Transmission et Earcom 2: Contradiction (compilation avec 2 titres du groupe), enfin des albums Still et Substance ;
  - le 2e CD reprend des titres, dans l'ordre, du Maxi-45t/EP/12" She's Lost Control, du 33t Still, des 45t/7" Licht Und Blindheit et des 45t-33t/7" et Maxi-45t/12" Love Will Tear us apart, enfin des albums Closer et Substance ;
  - le 3e CD reprend des titres ayant figuré sur les 45t/7" et Maxi-45t/12" An Ideal For Living, sur l'album Substance et sur le Flexi-45t Komakino (distribué gratuitement en 1980), ainsi que des titres rares, inédits ou radio-diffusés, quelques Peel Sessions et Video 586 de 1997 ;
  - le 4e CD comprend 19 enregistrements publics à Londres, tous inédits.
- Preston 28 February 1980 avec titre en tranche The Fractured Music Archive Volume 1, CD (12 titres live à Preston), FACD2.60, 1999 et mai 2003 (UK)
- Les Bains Douches 18 December 1979 avec titre en tranche The Fractured Music Archive Volume 2, CD (9 titres live aux Bains Douches plus 7 titres live aux Pays-Bas), FACD2.61, avril 2001 et mai 2003 (UK)
- Fractured Box Set, 2 CD (coffret en édition limitée tirée à 1 000 copies, reprenant tous les titres présents dans les deux précédents albums live - 110 minutes), octobre 2001
- Refractured Box One, 3 CD (coffret en tirage limité à 3 000 copies, comprenant tous les titres présents sur Fractured Box Set: les titres d'Eindhoven font partie du CD Preston et le double-CD Paris comprend en supplément les 14 titres du concert d'Amsterdam au Paradiso le 11 janv. 1980 – 170 minutes), Alchemy FACD 2.60, décembre 2003 (UK)
- Martin Hannett's Personal Mixes, compilation d'enregistrements non utilisés et de versions alternatives produits par Martin Hannett sortie en juin 2007.
- Joy Division in Memory, 4 LP (vinyle seulement, coffret en édition limitée de Peter Saville, comprenant les albums Closer, Unknown Pleasure et Still en double LP), septembre 2007 (UK).
- Unknown Pleasures, réédition en 2 CD, FACD 10 / London, 17 septembre 2007 (UK):
  - le 1er CD reprend les titres de l'album Unknown Pleasures (en réédition) ;
  - le 2e CD comprend 12 titres d'un enregistrement à The Factory de Manchester le 13 juillet 1979.
- The Best of Joy Division, Compilation 2 CD, London Records, 31 mars 2008.

## Vidéographie
- 1982 : Here Are the Young Men
- 1992 : Punk (compilation)
- 2002 : 24 Hour Party People de Michael Winterbottom
- 2005 : NotNa, documentaire télévisé de Lance Bangs
- 2006 : Joy Division. Under review : documentaire biographique anglais constitué d'interviews de critiques de rock, de l'ex-femme de Tony Wilson, entrecoupés d'extraits de chansons. Le bonus contient un extrait sonore d'un entretien de Ian Curtis capté dans un bar.
- 2007 : Control, film d'Anton Corbijn
- 2008 : Joy Division, film documentaire de Grant Gee